# 潘琼雄
潘琼雄（1930年9月20日—2003年10月22日），男，广东琼山（今属海南）人，中华人民共和国政治人物，曾任海南省人大常委会副主任，第八届全国人大代表。